# Jüdischer Friedhof (Jungholtz)

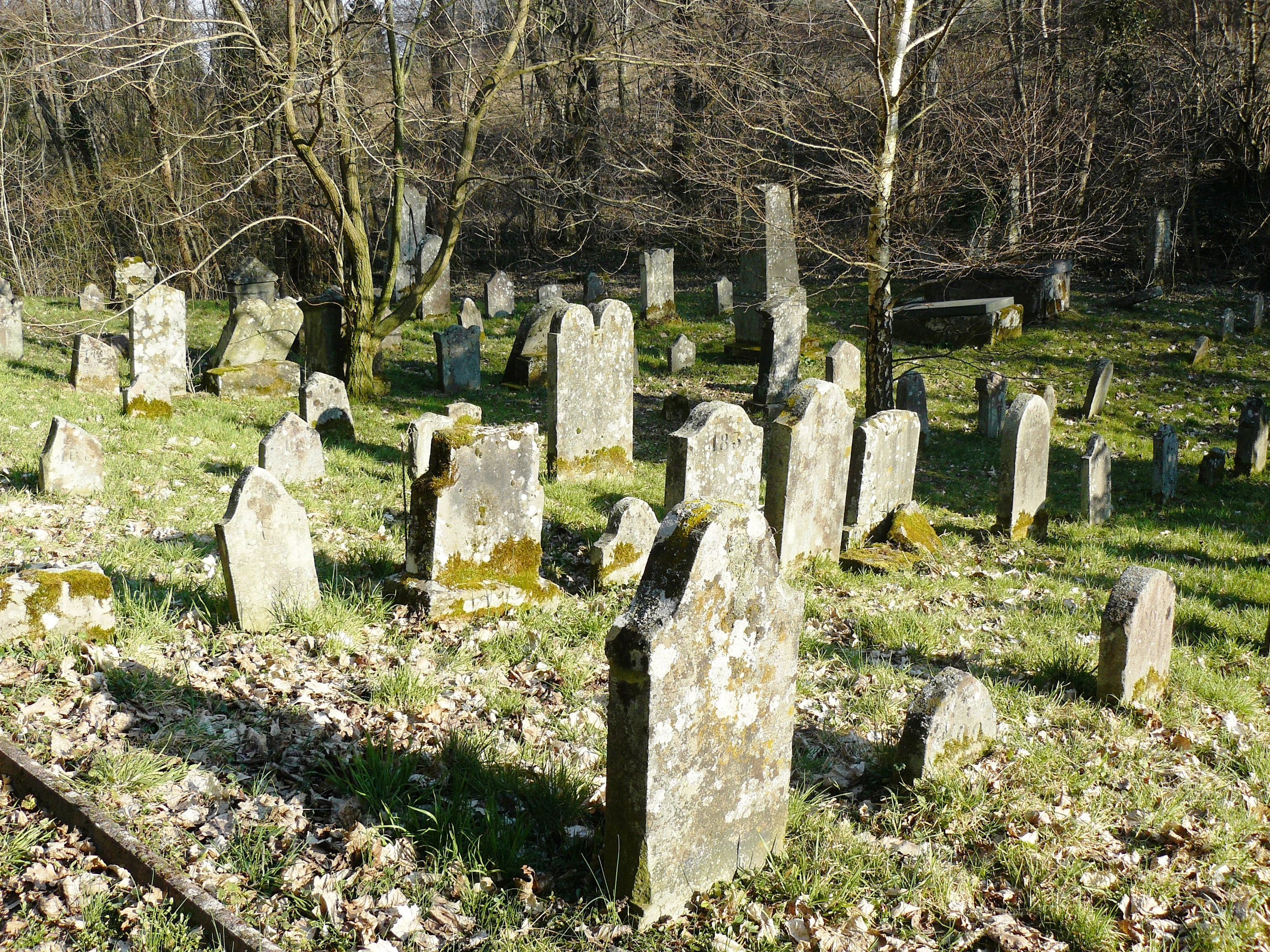
Jüdischer Friedhof in Jungholtz

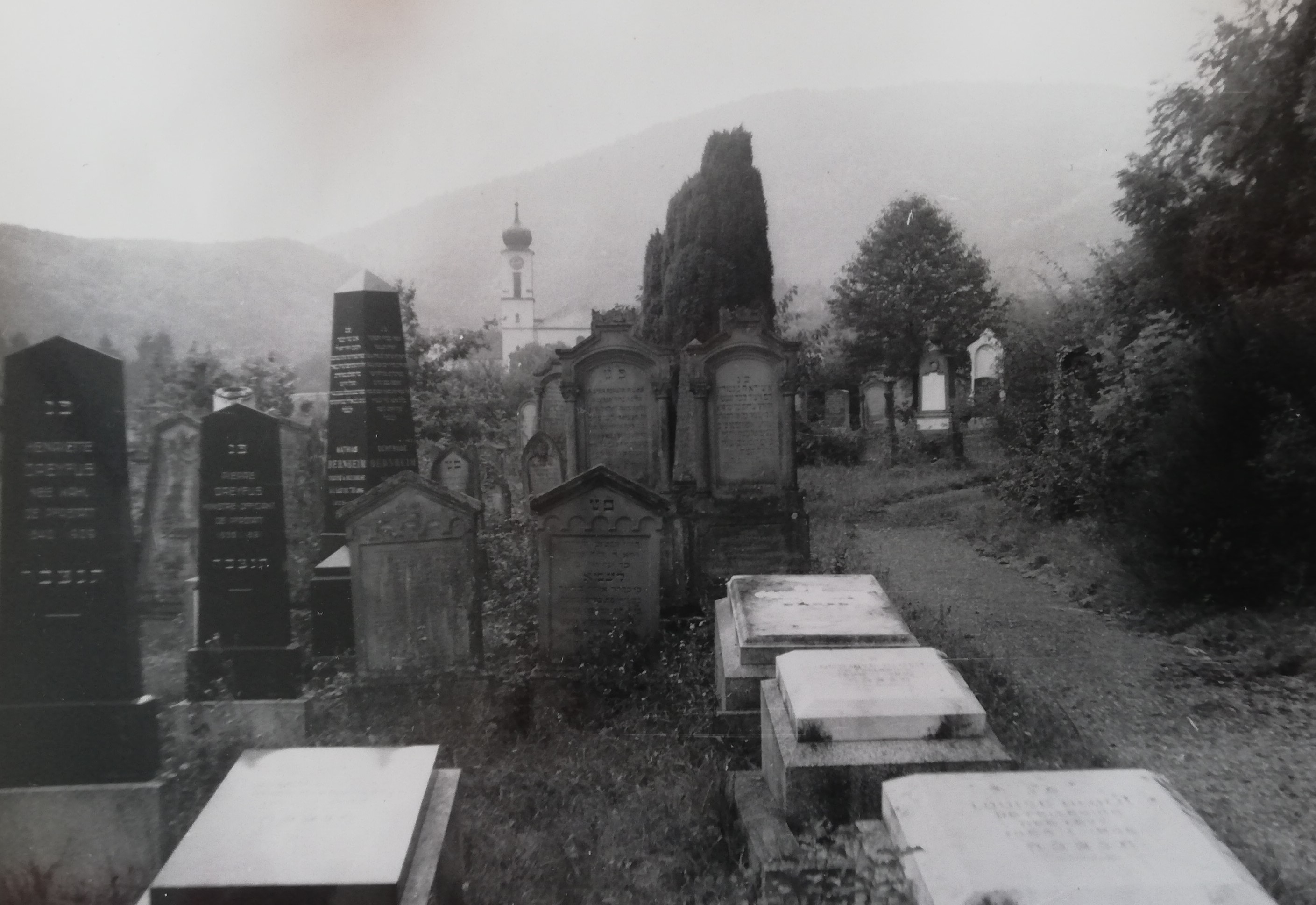
Der Friedhof in den 1950er Jahren. Bild aus der Sammlung des Jüdischen Museums der Schweiz

Der Jüdische Friedhof Jungholtz ist ein jüdischer Friedhof in der französischen Gemeinde Jungholtz (deutsch Jungholz) im Département Haut-Rhin im Elsass (Region Grand Est). Er liegt zwischen der Rue des Tuiles und der Rue du Château und gilt als der am besten erhaltene alte Judenfriedhof im Département Haut-Rhin.

## Geschichte
Der Mitte des 17. Jahrhunderts angelegte Friedhof diente zunächst nur den Juden aus Jungholtz, Ribeauvillé, Soultz und Guebwiller als Begräbnisplatz. In der Folgezeit kamen die Verstorbenen aus jüdischen Gemeinden einer weiten Umgebung hinzu, so dass der Friedhof mehrfach erweitert werden musste.
Zwischen 1940 und 1945 – unter der deutschen Besatzung – wurde der Friedhof verwüstet. Dabei wurden etwa vierhundert Grabsteine zerstört. Zur Erinnerung an die aus der Region deportierten Juden wurde 1952 auf dem Friedhof ein Denkmal errichtet.